# Русская Мушуга
Русская Мушуга — деревня в Мензелинском районе Татарстана. Входит в состав Атряклинского сельского поселения.

## География
Находится в восточной части Татарстана на расстоянии приблизительно 36 км на юго-восток по прямой от районного центра города Мензелинск у речки Мушуга.

## История
Известна была с 1709 года как марийская деревня. Упоминалась также как Новая Мушуга и Кряшенская Мушуга. Входит в число деревень с кряшенским населением.

## Население
Постоянных жителей было: в 1858 году — 260, в 1884—399, в 1906—394, в 1913—547, в 1920—508, в 1926—496, в 1938—359, в 1949—219, в 1958—181, в 1970—142, в 1979 — 85, в 1989 — 66, в 2002 — 70 (татары 74 %, фактически кряшены), 59 в 2010.